# حسين كالا
حسين كالا (بالتركية: Hüseyin Kala)‏ هو لاعب كرة قدم تركي في مركز الوسط، ولد في 5 مايو 1987 في أنطاكية في تركيا. لعب مع أضنة دمير سبور وقيصري إيرسيسبور ونادي قاسم باشا وهاتاي سبور.

## وصلات خارجية
- حسين كالا على موقع اتحاد تركيا (لاعب) (الإنجليزية)
- حسين كالا على موقع اتحاد تركيا (لاعب) (الإنجليزية)
- حسين كالا على موقع قاعدة بيانات كرة القدم.إي يو (الإنجليزية)
- حسين كالا على موقع Soccerway.com (الإنجليزية)
- حسين كالا على موقع عالم كرة القدم.نت (الإنجليزية)